# Sven Roos
Sven Roos, född 1720 i Stockholm, död där 1808, var en svensk bryggare och riksdagsman.

## Biografi
Sven Roos var bryggare i Stockholm. Han drev bryggeri vid Fatburen och ur detta bildades senare Nürnbergs Bryggeri. Roos var dessutom ålderman i bryggareämbetet. Utöver sin verksamhet var Roos även riksdagsman för Borgarståndet åtminstone under riksdagen 1778–1779.
Han utnämndes av Gustav III till en av kronprins Gustav Adolfs faddrar vid dennes dop den 10 november 1778 och mottog Gustav III:s faddertecken vid drottningens kyrktagning den 27 december 1778.

### Familj
Sven Roos gifte sig 1744 med Sara Bewi, dotter till bryggaren Carl Bewi. Paret fick sonen Sven Roos som gifte sig med Charlotta Roos.